# Vladimir Portnoi
Vladimir Portnoi (în rusă Владимир Портной; n. 9 iunie 1931, Odesa, RSS Ucraineană, URSS – d. 19 februarie 1984, Leningrad, RSFS Rusă, URSS) a fost un gimnast artistic ce a reprezentat Uniunea Republicilor Sovietice Socialiste, medaliat olimpic. A participat la o ediție a Jocurilor Olimpice (1960) în care a câștigat o medalie de argint și o medalie de bronz.

## Participări
Lista de mai jos prezintă principalele competiții la care a participat Vladimir Portnoi de-a lungul carierei.
- gymnastics at the 1960 Summer Olympics – men's vault[*]